# Borut Košir
Borut Košir, slovenski teolog, pravnik in kanonist ter pedagog, * 1954.
Do leta 2017 je predaval na Teološki fakulteti v Ljubljani. Leta 1988 je doktoriral iz cerkvenega in civilnega prava.

## Nazivi
- redni profesor za cerkveno pravo (2006)
- izredni redni profesor (1996, 2002)
- docent (1992)
- predavatelj (1988)